# Белостокский отдельный разведывательный отряд Войск охраны пограничья
Белостокский отдельный разведывательный отряд Войск охраны пограничья (пол. Samodzielny Oddział Zwiadowczy WOP Białystok) — отряд в организационной структуре Войск охраны пограничья, существовавший в 1956—1957 годах.

## Краткая история
В соответствии с приказом № 013/WW от 6 июля 1956 года на базе 22-й бригады ВОП были образованы Манёвренная группа ВОП (пол. Grupę Manewrową WOP) и Отдельный разведывательный отряд ВОП (пол. Samodzielny Oddział Zwiadowczy WOP). Те солдаты, которые не вошли в личный состав новых частей (213 человек под командованием майора Вацлава Палермана) были отправлены в Шахтёрский войсковой корпус в Катовице. Первым командиром отряда стал подполковник Гжегож Вольфсон.
Отряд подчинялся 2-му разведывательному управлению Войск охраны пограничья.
В соответствии с приказом № 07/WW от 24 апреля 1957 года на базе Маневренной группы и Отдельного разведывательного отряда ВОП 1 мая того же года началось формирование 22-го Белостокского отдела ВОП.

## Организационная структура
- Командир отряда — пограничное полномочное лицо (пол. pełnomocnik graniczny)
- Заместитель командира отряда и секретарь пограничного полномочного лица
- 5 офицеров отряда
- Следователь
- Канцелярия отряда
- Пограничные заставы[пол.]:
  - Рутка-Тартак[пол.]
  - Холны[пол.]
  - Кузьница (пол. Kuźnica)
  - Ярылувка[пол.]
  - Бяловежа[пол.]
  - Черемха[пол.]
- Пограничные пункты пропуска[пол.]: Кузьница[пол.] (ж/д), Крынки[пол.] (ж/д) и Черемха (пол. Czeremcha, ж/д)